# NK Krajišnik Velika Kladuša
Der NK Krajišnik Velika Kladuša (Nogometni Klub Krajišnik Velika Kladuša) ist ein Fußballverein aus Velika Kladuša in Bosnien und Herzegowina.
Der Verein wurde kurz vor Beginn des Zweiten Weltkrieges im Jahre 1938 gegründet. Der Verein spielte in der zweithöchsten bosnisch-herzegowinischen Liga, der Prva Liga FBiH. Momentan spielen sie in der dritten Liga, der Druga Liga FBiH.